# 金柱成
金柱成 （朝鮮語: 김주성；英語: Kim Ju-Song；1993年10月15日—），朝鮮職業足球運動員，入選過朝鮮國家青年足球隊、朝鲜国家奧運足球队 及朝鮮國家足球隊。現在效力於朝鮮足球聯賽球會4.25體育團。

## 簡歷
金柱成在2012年首次入選朝鮮國家足球隊，代表朝鮮參加2014年世界盃的預選賽，及後參加2012年亞足聯挑戰盃並協助朝鮮奪得冠軍取得亞洲盃席位。2016年，參與了2017年東亞足球錦標賽外圍賽第二圈，協助朝鮮奪得第二圈資格賽冠軍並取得決賽席位。
此前，曾代表朝鮮國家青年足球隊參加2010年亞足聯U19青年錦標賽並奪得冠軍，其後參加了2011年U20世界盃足球賽，2012年再次代表朝鮮國家青年足球隊參加2012年濰坊杯足球賽，在決賽對西班牙球會維拉利爾中負給對方而獲得亞軍，之後參加2012年亞足聯U19青年錦標賽，在分組賽對烏茲別克國家青年足球隊中負給對方，沒能成功晉級準決賽。
另外，2011年代表朝鮮國家奧運足球隊參加2013年亞足聯U22錦標賽資格賽，並成功晉級。2013年代表朝鮮參加2013年東亞運動會足球比賽，而朝鮮國家奧運足球隊在該屆第一次獲得金牌，同時這場比賽是最後一屆東亞運動會足球比賽，也是最後一次金牌。之後，代表朝鮮參加2013年亞足聯U22錦標賽，在分組賽對敘利亞國家奧運足球隊中負給對方，及後對阿聯國家奧運足球隊中與對方平手，沒能成功晉級半準決賽。後來，代表朝鮮參加2014年亞洲運動會足球比賽，而朝鮮國家奧運足球隊在該屆首次進入四強，在金牌戰加時賽被韓國國家奧運足球隊絕殺，獲得銀牌。2015年再代表朝鮮參加2016年亞足聯U23錦標賽資格賽並成功晉級，之後又參加2016年亞足聯U23錦標賽，在分組賽對沙特阿拉伯國家奧運足球隊和泰國國家奧運足球隊中先後打平對方，以得失球差晉級半準決賽，及後在半準決賽對卡塔爾國家奧運足球隊中於加時賽負給對方，沒能成功晉級準決賽。

## 國際賽進球
朝鮮U-23
| # | 日期           | 場地     | 對手   | 進球 | 比數 | 比賽                        |
| - | -------------- | -------- | ------ | ---- | ---- | --------------------------- |
| 1 | 2013年10月6日  | 中國天津 | 日本   | 1–2  | 1–2  | 2013年東亞運動會足球比賽    |
| 2 | 2013年10月12日 | 中國天津 | 香港   | 1–4  | 2–5  | 2013年東亞運動會足球比賽    |
| 3 | 2013年10月14日 | 中國天津 | 中國   | 0–1  | 0–3  | 2013年東亞運動會足球比賽    |
| 4 | 2015年3月29日  | 泰國曼谷 | 柬埔寨 | 0–2  | 1–4  | 2016年亞足聯U23錦標賽資格賽 |

朝鮮U-20
| # | 日期          | 場地           | 對手 | 進球 | 比數 | 比賽                      |
| - | ------------- | -------------- | ---- | ---- | ---- | ------------------------- |
| 1 | 2012年11月6日 | 阿聯酋拉斯海瑪 | 越南 | 0–5  | 0–5  | 2012年亞足聯U19青年錦標賽 |

## 榮譽

### 國家隊
朝鮮
- 亞足聯挑戰盃冠軍：2012年；
- 東亞足球錦標賽外圍賽第二圈冠軍：2016年；

朝鮮U-23
- 東亞運動會足球比賽金牌：2013年；

朝鮮U-20
- 亞足聯U19青年錦標賽冠軍：2010年；

### 球會
4.25體育團
- 朝鮮足球甲組聯賽冠軍（3）：2013年、2015年、2017年；
- 白頭山獎運動會冠軍：2017年；
- 萬景台獎運動會冠軍（2）：2014年、2015年；
- 普天堡火炬獎運動會冠軍：2014年；
- 火炬盃冠軍（4）：2013年、2014年、2015年、2016年；

## 連接
- 金柱成在National-Football-Teams.com的資料